# コリネウス
コリネウス（Corineus）は、中世ブリテン伝説に登場する伝説の戦士で、巨人たちと戦い、コーンウォールのエポニム（名祖）となった創始者。
ジェフリー・オブ・モンマスの『ブリタニア列王史』（1136年頃）によれば、コリネウスはトロイア戦争後、アンテーノールとともに亡命したトロイア人たちの子孫を率いてティレニア海の海岸に定住した。トロイアの王子アエネーアースの子孫ブルートゥスはイタリアから追放され、ギリシアで奴隷にされていたトロイア人たちを解放した後、コリネウスと彼の民に出会ったが、彼らはブルートゥスの航海に加わった。ガリアで、コリネウスが許しを得ずに森で狩りをしたことが、アクィタニア王ゴッファリウス・ピクトゥスとの戦争を引き起こした。このとき、戦斧を武器にコリネウスは、1人で数多くの敵を殺した。ゴッファリウスが敗北すると、トロイア人たちはアルビオン島に辿り着いたが、ブルートゥスは自分の名にちなんでブリテンと改名した。コリネウスはコーンウォールに落ち着くが、そこには巨人たちが住んでいた。ブルートゥスの軍は巨人たちのほとんどを殺すが、巨人たちのリーダーゴグマゴグはコリネウスと格闘させるために残された。プリマスの近くで対戦が行われ、コリネウスは崖からゴグマゴグを突き落として殺した。
コリネウスは伝説上の最初のコーンウォール公（Legendary Dukes of Cornwall）だった。ブルートゥスの死後、ブリテン島は3人の息子たちに分配された。ロクリヌスにはイングランド、カンベル（Camber）にはウェールズ、アルバナクトゥス（Albanactus）にはスコットランドが与えられた。ロクリヌスはコリネウスの娘グエンドレナとの結婚を認めたが、ロクリヌスは囚われのドイツ王女エストリルディスに恋した。コリネウスはこの侮辱に応じて戦争をほのめかし、ことを収めるためにロクリヌスはグエンドレナと結婚したが、エストリルディスはひそかに愛人にして関係を続けた。コリネウスが死ぬと、ロクリヌスはグエンドレナと離婚し、エストリルディスと再婚した。グエンドレナはコーンウォールで挙兵し、元夫と戦争を始めた。ロクリヌスは戦死し、グエンドレナはエストリルディスとその娘ハブレンをセヴァーン川に沈めた。
この物語は、マイケル・ドレイトン（Michael Drayton）やジョン・ミルトンなど後世の作家たちの作品にも登場する。